# Wilhelm Gustloff
Wilhelm Gustloff, född 30 januari 1895 i Schwerin, Storhertigdömet Mecklenburg-Schwerin, Kejsardömet Tyskland, död 4 februari 1936 i Davos, Schweiz, var en tysk nazistisk politiker och meteorolog.

## Biografi
Gustloff var en tysk medborgare som levde och arbetade i Schweiz som meteorolog åt den schweiziska regeringen. Han grundade NSDAP/AO:s (nazistpartiets utlandsavdelnings) gren i Schweiz och var dess ledare från 1932 till sin död 1936. Han ansvarade för distributionen av Sions vises protokoll i Schweiz och stämdes därför för förtal av den schweiziska judiska gemenskapen. Han sköts till döds av den judiske kroatiske studenten David Frankfurter (1909–1982) som hade som motiv Gustloffs antisemitiska aktivism. Gustloff gavs en statsbegravning i Tyskland där bland andra Adolf Hitler, Joseph Goebbels, Hermann Göring, Heinrich Himmler, Martin Bormann och Joachim von Ribbentrop närvarade. Hans baneman dömdes till livstids fängelse, men benådades och utvisades ur Schweiz efter andra världskriget. Efter hans död uppkallades fartyget Wilhelm Gustloff, Wilhelm Gustloff-stiftelsen och en vapenfabrik efter honom. Filmen Konfrontation är baserad på attentatet.